# Igreja da Misericórdia de Silves
A Igreja da Misericórdia de Silves, também conhecida como Igreja de Santa Casa da Misericórdia de Silves, é um monumento religioso na cidade de Silves, na região do Algarve, em Portugal. A igreja é principalmente conhecida pelo portal lateral manuelino e pelo imponente retábulo seiscentista, com talha dourada e um conjunto de nove pinturas. Foi classificada como Imóvel de Interesse Público pelo Decreto n.º 44075, de 5 de Dezembro de 1961.

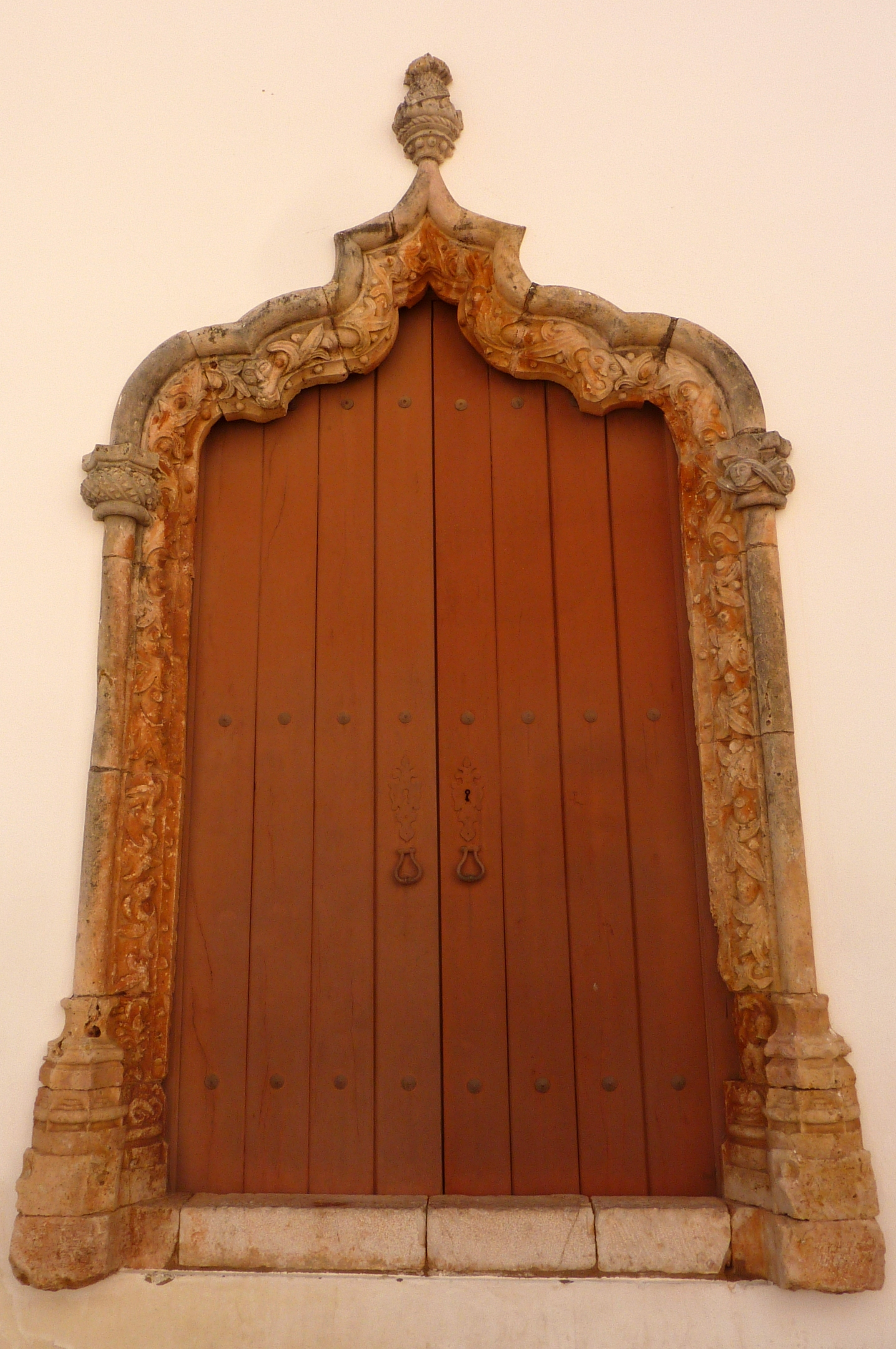
Porta lateral da igreja, no estilo manuelino.

## Descrição

### Localização, importância e conservação
A Igreja da Misericórdia está situada num dos pontos focais no centro de Silves, quase no cume do declive mais acentuado na cidade, e em frente à Sé. A sua localização dominante, em conjunto com o portal manuelino, fazem com que seja considerado um dos principais monumentos em Silves.
O monumento foi classificado como Imóvel de Interesse Público, fazendo ainda parte das zonas protegidas do Castelo, da Sé e da Cisterna Islâmica da Rua do Castelo.

### Exterior
O principal material utilizado na construção da igreja foi o Grés de Silves. As fachadas do edifício são muito sóbrias, com cunhais em cantaria, tendo a principal apenas uma abertura, correspondendo ao portal de entrada. A fachada lateral direita também possui um portal, além de aberturas em capialço para iluminação.
O pórtico principal foi considerado pelo investigador Vítor Serrão como Maneirista. A abertura do portal é rematada por um arco de volta perfeita, suportada por pilastras, sendo o conjunto flanqueado por duas meias-colunas no estilo toscano, sobre plintos almofadados, e que suportam o entablamento e o frontão, de forma triangular. Por seu turno, o portal lateral é um exemplo da arte manuelina, tendo o historiador Manuel Ramos avançado a teoria que foi instalado durante a década de 1520, sendo parte da corrente naturalista que terá estado em voga durante aquele período na região do Barlavento algarvio. O portal, executado em calcário e elevado em relação ao nível da rua, é rematado por duas arquivoltas com uma decoração muito elaborada, apresentando vários elementos comuns ao estilo manuelino. O arco, de traço contracurvado e de múltiplos centros, é encimado por um cogulho ou pinha, com o texto Casa da Misericórdia. As ombreiras e a verga estão decorados com intricadas esculturas de troncos nodosos e folhagem, enquanto que junto do local onde estavam os pendentes, já desaparecidos, estão esculpidas duas máscaras, de cujas bocas saem espessas hastes vegetais. O conjunto é ladeado por colunelos, cujos capitéis estão ornados com pequenas cabeças de linhas exóticas, emolduradas por cordas. As bases apresentam uma forma polifacetada, outro elemento típico do manuelino. Este portal é muito semelhante ao portal lateral Sul da Igreja Paroquial de Alvor.
Adossada à fachada posterior da Igreja está a Casa do Despacho, de dois pisos, onde eram feitas as reuniões entre o provedor e irmãos da comunidade. A fachada para a rua está aberta por uma porta e janelas de perfil rectilíneo, sendo encimada por uma sineira com arco de volta perfeita. Ao lado da igreja situa-se o antigo edifício do hospital, ao qual comunicaria por uma porta.

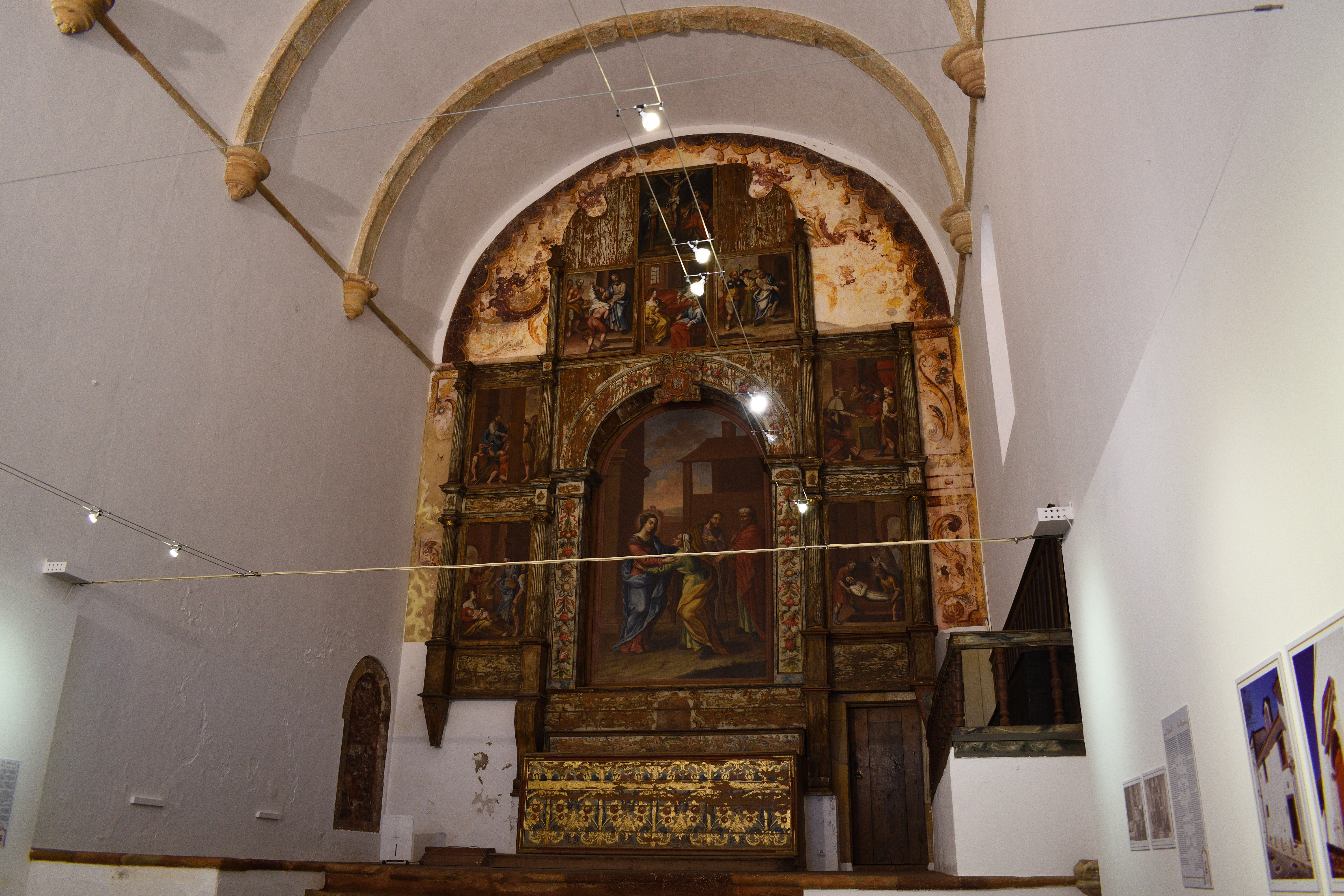
Interior da igreja em 2019, vendo-se ao fundo o retábulo.

### Interior
A igreja está disposta de acordo com a doutrina maneirista, com uma planta longitudinal simples, composta por uma só nave e presbitério. O interior é coberto por uma abóbada de berço, dividida por arcos torais. Está organizado de acordo com a tradição dos templos das misericórdias em Portugal, com uma tribuna do lado direito para os mesários, e o presbitério muito elevado em relação ao corpo da igreja. A abóbada está assente sobre uma cornija, e possui cinco nervuras paralelas, que nascem de mísulas decoradas de forma individual. No lado esquerdo do presbitério encontra-se uma porta que provavelmente dava acesso ao hospital.
Um dos elementos mais conhecidos na igreja é o retábulo epimaneirista, instalado no século XVII. Consiste num conjunto em madeira, sendo as colunas em castanho e os painéis em castanho, tendo sido organizado de forma a simular uma janela serliana. Destaca-se pelas suas grandes dimensões, atingindo a altura da cobertura, e pela riqueza da sua decoração, com talha dourada e pinturas, incluindo esculturas florais e sanefas de feição Roccaile (en). O frontal do retábulo foi pintado de forma a simular um tecido nobre, com temas vegetalistas. As pinturas murais que enquadram o retábulo são do período setecentista, e retratam motivos brutescos, lambrequins, sanefas e enrolamentos em folha de acanto. As molduras entalhadas estão decoradas com pinturas de cartelas rococó. No retábulo foram colocadas nove pinturas, com uma central de grandes dimensões, com cerca de 2,5 m de largura por 4 m de altura, representando o tema da Visitação da Virgem, enquanto que as outras oito, mais pequenas, estão organizadas em redor da central, e retratam o passo do Calvário e as sete obras de misericórdia. Os quadros do lado do Evangelho ostentam as obras correspondentes às necessidades humanas básicas: dar de comer aos famintos,dar de beber a quem tem sede e cobrir os nus, enquanto que do lado da Epístola estãs as obras de segunda ordem: enterrar os mortos, remir os cativos e dar pousada a peregrinos. A sétima obra visitar os enfermos, e está no topo e no centro, entre a tela do Calvário e o grande quadro central da Visitação.
A moldura da obra central está decorada com pinturas de fruteiros e pendentes, e termina num arco, coroado pelo brasão de armas do rei D. João V. As pinturas circulares foram executadas por um artista desconhecido na década de 1630, tendo sido, de acordo com Vítor Serrão, baseadas no conjunto de estampas Juízo Final e as Seis Obras de Misericórdia, editadas em 1552 na cidade de  Leiden por Dirck Volkertsz Coornhert (en), um autor do movimento Humanista, que ficou conhecido pelas suas contribuições para o maneirismo nórdico e a arte europeia quinhentista. Com efeito, podem ser encontradas várias semelhanças entre as pinturas da Igreja da Misericórdia e as obras originais, principalmente as telas Vestir os Nus, o Enterrar os Mortos, o Visitar os Enfermos ou o Resgatar os Cativos, embora tenham sido feitas algumas alterações significativas, como a introdução de roupa nas figuras que originalmente apareciam nuas. Vítor Serrão realçou a aparente contradição das pinturas para um templo católico terem sido adaptadas a partir das obras de um autor ligado ao movimento reformista, principalmente no século XVII, quando a religião romana ainda tinha uma grande importância em Portugal. Porém, este não foi caso único no Algarve, uma vez que tanto as pinturas como as estampas originais terão servido de inspiração ao artista tavirense João Rodrigues Andino, quando este pintou o retábulo da Igreja da Misericórdia de Faro, por volta de 1677. Algumas destas pinturas estão situadas em painéis laterais, ladeados por colunas estriadas com capitéis jónicos, enquanto que a tela correspondente ao calvário situa-se junto da cimalha. Vítor Serrão classificou a qualidade artística das tábuas e telas como de qualidade secundária, sendo mais relevantes pelos temas tratados, onde se revelam os interesses e receios da sociedade algarvia da época, durante os períodos de grande agitação religiosa e social da União Ibérica e Contrarreforma.
O espólio da Santa Casa da Misericórdia inclui oito bandeiras processionais, com dezasseis telas de autor desconhecido, sendo de principal interesse as de Nossa Senhora da Misericórdia, no anverso, e de Nossa Senhora da Piedade, no reverso, correspondendo à antiga bandeira real seiscentista. Uma outra tela é uma bandeira real mais moderna, enquanto que as remanescentes constituíam um conjunto de cenas da paixão, executadas nos finais do século XVII, e baseadas em gravuras de Hieronymus Wierix (en) e Anton Wierix, reunidas numa obra editada na cidade de Antuérpia, em 1593. As figuras dos anjos foram inspiradas em várias estampas francesas sobre o tema das Arma Christi, elaboradas nos princípios do século XVII por Élie Dubois. Destaca-se igualmente a pia de água benta, com elementos decorativos no estilo manuelino.

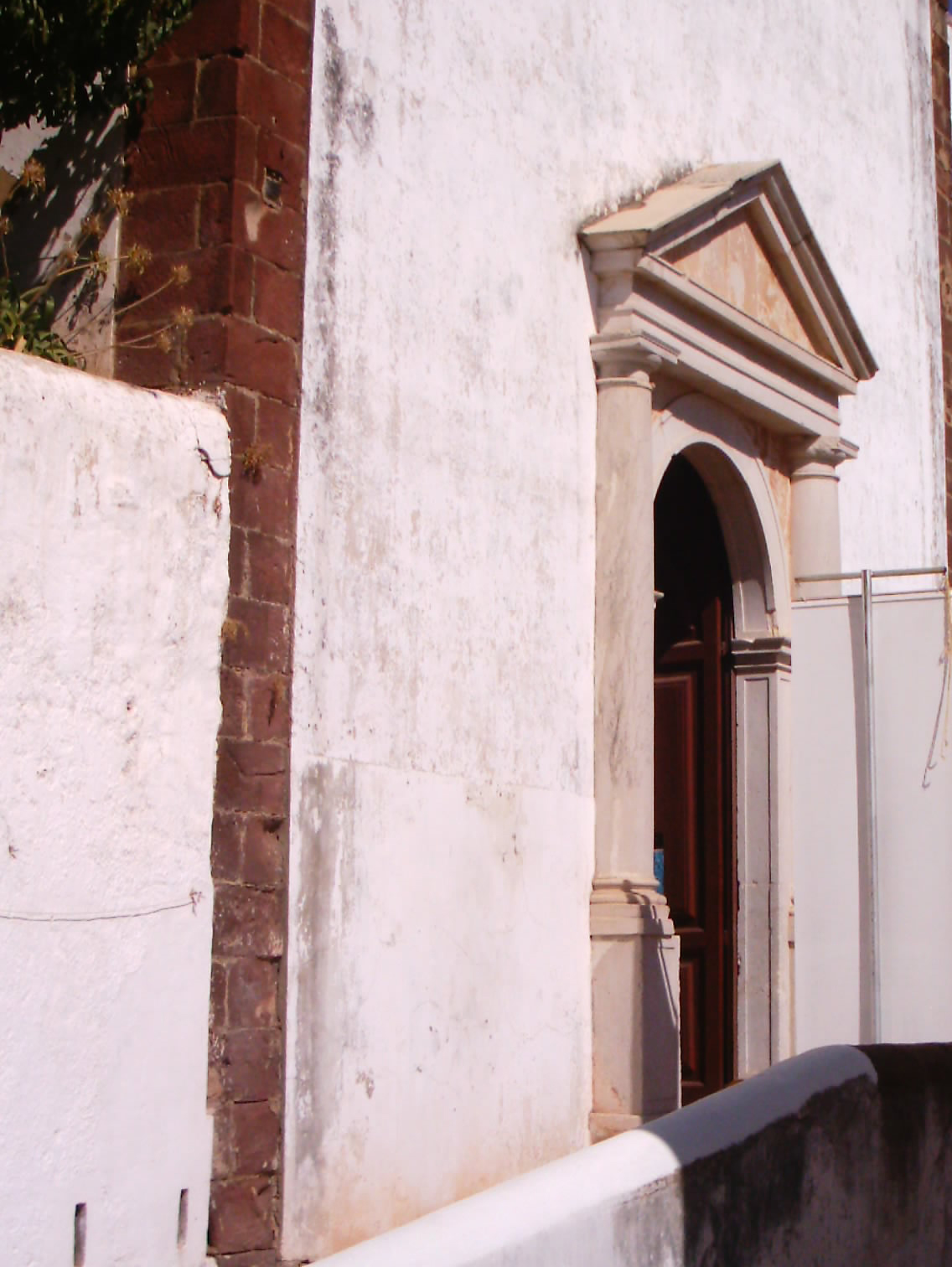
Porta principal da igreja, em 2005.

## História
A confraria da Santa Casa da Misericórdia de Silves terá sido instituída em 1498 ou 1499, uma vez que Silves era uma sede de bispado e em 1491 fazia parte do património da Casa da Rainha D. Leonor, tendo o rei D. João II cedido o edifício da alfândega para ser transformado no hospital e na igreja do Espírito Santo, que normalmente constituíam as origens das misericórdias. O Hospital do Espírito Santo foi fundado em 1491, pelos habitantes de Silves. A Igreja foi provavelmente construída em inícios do século XVI, podendo ser uma das mais antigas associadas a uma misericórdia, em território nacional. Em 1529 a confraria ainda não possuía uma igreja própria, tendo apenas direito a uma capela na Sé, que era utilizada como local de reunião dos irmãos. Por um alvará de 5 de Junho de 1574, emitido pelo rei D. Sebastião, o hospital passou para a alçada da confraria, tendo esta medida sido tomada devido aos fracos recursos da instituição, que não a permitiam desempenhar devidamente a sua função como misericórdia. Ao tomar conta do hospital, passou a ter acesso aos seus vários bens, além das ofertas e heranças que lhe eram feitas pelos habitantes. O retábulo foi alvo de diversas intervenções a partir do século XVIII, como se pode comprovar pela miscelânea de elementos de diversos períodos. A igreja foi profundamente modificada na segunda metade do século XVI, como pode ser testemunhado pela sua estrutura típica do período tardo-quinhentista, tendo a sua feição manuelina original sido quase totalmente substituída pelo maneirismo. O único elemento sobrevivente da antiga estrutura manuelina é o portal na fachada nascente do edifício.
As pinturas circulares do retábulo foram executadas na década de 1630, enquanto que a tela central foi instalada entre 1727 e 1728, de acordo com os cadernos de despesas da Santa Casa da Misericórdia, que indicam que tinham sido gastos 55.200 Réis em obras no retábulo. Para a introdução da pintura foram necessárias alterações profundas no retábulo, com a relocalização das pinturas já existentes para o remate e a cimalha. Após o Terramoto de 1755 foram feitas obras na igreja, incluindo a construção de uma nova casa do despacho, que provavelmente terá sido destruída pelo sismo. Em 1785 foram feitas obras no telhado, e no ano seguinte continuaram os trabalhos no telhado, e a tribuna foi alvo de uma intervenção. Alguns dos elementos decorativos, incluindo as pinturas murais, terão sido introduzidas entre 1786 e 1788, tendo neste último ano sido instalado um armário que servia para guardar as capas dos membros da irmandade. Em 1819 foram feitas obras na Casa do Despacho. Na sequência da vitória do governo liberal, a igreja passou a ser utilizada para as assembleias eleitorais, por exemplo para a Junta de Paróquia, a Câmara Municipal e as Cortes, tendo ainda tenham sido feitas algumas intervenções no retábulo durante a segunda metade do século, com a elaboração das pinturas murais. Em 1891 foi instalada uma banqueta no retábulo-mor, que servia para colocar dois tocheiros em chumbo.
Com a introdução do governo republicano, no século XX, as Misericórdias deixaram de ter funções religiosas, incluindo a de Silves, que em 14 de Fevereiro de 1912 ofereceu a sua igreja ao Círculo Escolar local, de forma a ser reutilizada como uma escola primária, mas esta intervenção não chegou a ser feita devido a problemas financeiros. Em 1958 a igreja estava a ser utilizada como arrecadação, tendo um artigo publicado no jornal católico Novidades de 4 de Maio desse ano, provavelmente escrito pelo historiador silvense Garcia Domingues, criticado duramente o estado de ruina e abandono da Misericórdia. Esta denúncia suscitou o interesse do Ministério das Obras Públicas e da Direcção-Geral dos Edifícios e Monumentos Nacionais, levando à abertura do processo para a classificação da igreja. Em 1946 iniciaram-se grandes obras de restauro na igreja, que incluíram o apeamento do coro e a renovação do piso, modificando a sua aparência em geral. Foi classificada como Imóvel de Interesse Público pelo Decreto n.º 44075, de 5 de Dezembro de 1961, em conjunto com a Ermida de Nossa Senhora dos Mártires, igualmente situada na cidade de Silves. Paralelamente foram feitas profundas obras no edifício, embora só nos finais da centúria é que se concluiu o restauro das pinturas do retábulo e das bandeiras processionais. Em 1969, o edifício foi danificado por um sismo. No ano de 2000, a igreja passou a estar aberta ao público, no âmbito de um acordo de colaboração entre a Santa Casa da Misericórdia e a Câmara Municipal de Silves. Em 2003, foi alvo de trabalhos de restauro.
O edifício foi posteriormente adaptado para uma galeria de arte, sendo utilizado regularmente por exposições de artes plásticas. Por exemplo, entre 2017 e 2018 acolheu uma exposição de fotografia, onde foram expostas as obras premiadas num concurso realizado no âmbito das Jornadas Europeias do Património, e em Setembro de 2020 albergou a exposição de fotografia Silves da Serra ao Mar, de André Boto, como parte das comemorações do Dia do Município em Silves. A Igreja também acolhe outros tipos de eventos, como peças de teatro, exposições históricas e concertos. Por exemplo, em Dezembro de 2015 foi o palco da peça O Marinheiro, organizado pelo Grupo de Teatro Penedo Grande, em 2016 recebeu a exposição A Identidade do Algarve: forais, alvarás e cartas régias, e em Janeiro de 2017 albergou o concerto de música de câmara Trompas e Cordas, promovido pela Orquestra Clássica do Sul.
O retábulo foi alvo de várias intervenções de restauro, incluindo uma no século XXI pela Técnica em Conservação e Restauro Florbela Moreira.

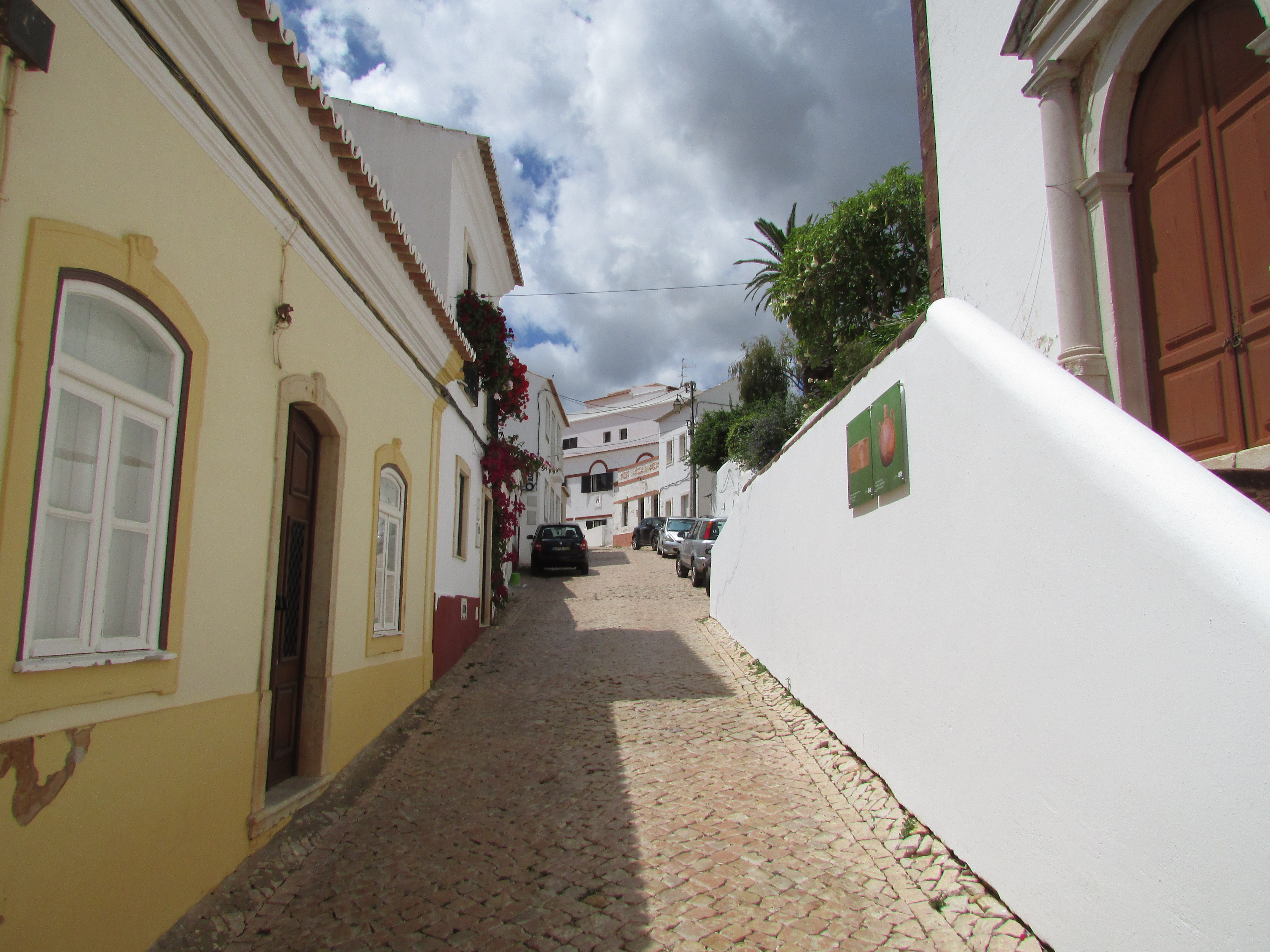
Rua da Misericórdia em 2017, vendo-se à direita o portal da igreja e a escadaria de acesso.

## Leitura recomendada
- DOMINGUES, J. D. Garcia (2002). Silves: Guia turístico da cidade e do concelho 2.ª ed. Silves: Câmara Municipal de Silves. 137 páginas
- GOMES, Rogélio Mena (2009). A estrutura urbana da cidade de Silves. Lisboa: Casa do Algarve. 20 páginas. ISBN 978-989-96133-0-0
- LAMEIRA, Francisco (2009). Retábulos das Misericórdias Portuguesas. Faro e Lisboa: Departamento de História, Arqueologia e Património da Universidade do Algarve e União das Misericórdias Portuguesas. 172 páginas. ISBN 978-989-95616-5-6
- PINTO, Maria Helena Mendes; PINTO, Victor Mendes (1968). As Misericórdias do Algarve. Lisboa: Ministério da Saúde e Assistência, Direcção Geral de Assistência. 392 páginas
- ROSA, José António Pinheiro e (1990). Tesouros artísticos do Algarve. Faro: [s.n.]